# Dorothée Marie de Bavière
Titre
Épouse du prétendant au trône de Toscane
8 novembre 1948 – 21 janvier 1984
(35 ans, 2 mois et 13 jours)
Dorothée Marie de Bavière, née le 25 mai 1920 au château de Leutstetten et morte à Salzbourg (Autriche), le 5 juillet 2015, est une princesse de Bavière, devenue par mariage, grande-duchesse titulaire de Toscane de 1948 à 1984.

## Biographie

### Famille
Dorothée Marie de Bavière est la quatrième fille et le cinquième des six enfants de François Marie Luitpold de Bavière (1875-1957), fils du roi de Bavière Louis III, et d'Isabelle-Antoinette de Croÿ (1890-1982).
Elle a un frère aîné : Louis de Bavière (1913-2008) et un frère cadet : Rasso de Bavière (1926-2011). Dorothée Marie de Bavière a également trois sœurs aînées : 1) Maria (1914-2011), épouse Pedro Henrique d'Orléans-Bragance, 2) Adelgunde (1917-2004), épouse Zdenko O'Carroll, baron von Hoenning et 3) Eleonore (1918-2009), épouse Konstantin comte von Waldburg zu Zeil und Trauchburg.

### Mariage et descendance
Le 2 août 1938, elle épouse civilement, et religieusement le lendemain, à Sárvár, Hongrie, l'archiduc Gottfried de Habsbourg-Toscane, et devient dès lors grande-duchesse titulaire de Toscane,. 
De leur union naissent quatre enfants,, :
- Elisabeth Dorothea Josefa Theresia Ludmilla von Habsburg-Lothringen, archiduchesse d'Autriche, princesse de Toscane (née le 2 octobre 1939 à Achberg, Allemagne), mariée le 28 avril 1965 à Salzbourg, Autriche avec le baron Friedrich Hubert von Braun (né le 26 décembre 1934 à Ratisbonne, Allemagne), ils divorceront. De cette union naîtront trois enfants :
  - Bernadette Edler von Braun (née le 21 juillet 1966 à Bad Godesberg, Allemagne)
  - Dominik Edler von Braun (né le 21 septembre 1967 à Bad Godesberg, Allemagne)
  - Felix Edler von Braun (né le 23 avril 1970 à Bad Ischl, Autriche)
- Alice Marie Christine Margarete Antoinetta Josefa Rosa Helene Adelgunde Eleonora von Habsburg-Lothringen, archiduchesse d'Autriche, princesse de Toscane (née le 29 avril 1941 au château de Leutstetten, Allemagne), mariée le 7 mai 1970 à Bergheim, Autriche avec le baron Victor Manno (né le 31 juillet 1938 à Coni, Italie), ils divorceront. De cette union naîtront trois enfants :
  - Leopoldo Manno (né et mort en 1971)
  - Domitilla Manno (née en 1974)
  - Niccolo Manno (né en 1977)
- Leopold Franz Peter Ferdinand Maria Joseph Gottfried Georg Karl Otto Rudolf Michael von Habsburg-Lothringen, archiduc d'Autriche, prince de Toscane (né le 25 octobre 1942 au château de Leutstetten, Allemagne)
- Marie Antoinette Christine Josefa Rosa Margarethe Pia Angela Theresia Gabriele Isabella Ludnilla Zita Ruperta von Habsburg-Lothringen, archiduchesse d'Autriche, princesse de Toscane (née le 16 septembre 1950 à Sankt Gilgen, Autriche), mariée le 29 mai 1974 à Salzbourg, Autriche avec Hans Nattermann (né le 7 mars 1938), baron von Pruff de Irnich. De cette union naîtront deux enfants :
  - Maximilian Gottfried Luitpold zu Irmich (né le 24 février 1976)
  - Johanna Margarete zu Irmich (née le 27 juin 1979).

### Mort et funérailles
Dorothée Marie de Bavière meurt, à l'âge de 95 ans, à Salzbourg (Autriche), le 5 juillet 2015. Elle était le dernier enfant François Marie Luitpold de Bavière et d'Isabelle-Antoinette de Croÿ encore en vie. Ses funérailles sont célébrées le 17 juillet 2015 en l’église paroissiale Saint-Erhard de Salzbourg-Nonntal et l’absoute est donnée le lendemain en l’église paroissiale de Sankt Gilgen, land de Salzbourg, suivie de l’inhumation au cimetière de Sankt Gilgen, où elle repose auprès de son époux et d’autres membres de la maison d’Autriche-Toscane .

## Honneurs
Dorothée Marie de Bavière est :
- Dame d'honneur de l’ordre de Thérèse ;
- Dame de première classe de l’ordre de Sainte-Élisabeth ;
- Dame Grand-croix de justice de l'ordre sacré et militaire constantinien de Saint-Georges ;
- Dame noble de l'ordre de la Croix étoilée, Autriche-Hongrie.

## Ascendance
|  |                                              |  |  |  |  |  |  |  |  |  |  |  |  |
|  | 8. Luitpold de Bavière                       |  |  |  |  |  |  |  |  |  |  |  |  |
|  |                                              |  |  |  |  |  |  |  |  |  |  |  |  |
|  |                                              |  |  |  |  |  |  |  |  |  |  |  |  |
|  | 4. Louis III de Bavière                      |  |  |  |  |  |  |  |  |  |  |  |  |
|  |                                              |  |  |  |  |  |  |  |  |  |  |  |  |
|  |                                              |  |  |  |  |  |  |  |  |  |  |  |  |
|  | 9. Auguste-Ferdinande de Habsbourg-Toscane   |  |  |  |  |  |  |  |  |  |  |  |  |
|  |                                              |  |  |  |  |  |  |  |  |  |  |  |  |
|  |                                              |  |  |  |  |  |  |  |  |  |  |  |  |
|  | 2. François de Bavière                       |  |  |  |  |  |  |  |  |  |  |  |  |
|  |                                              |  |  |  |  |  |  |  |  |  |  |  |  |
|  |                                              |  |  |  |  |  |  |  |  |  |  |  |  |
|  | 10. Ferdinand Charles Victor d'Autriche-Este |  |  |  |  |  |  |  |  |  |  |  |  |
|  |                                              |  |  |  |  |  |  |  |  |  |  |  |  |
|  |                                              |  |  |  |  |  |  |  |  |  |  |  |  |
|  | 5. Marie-Thérèse de Modène                   |  |  |  |  |  |  |  |  |  |  |  |  |
|  |                                              |  |  |  |  |  |  |  |  |  |  |  |  |
|  |                                              |  |  |  |  |  |  |  |  |  |  |  |  |
|  | 11. Élisabeth de Habsbourg-Hongrie           |  |  |  |  |  |  |  |  |  |  |  |  |
|  |                                              |  |  |  |  |  |  |  |  |  |  |  |  |
|  |                                              |  |  |  |  |  |  |  |  |  |  |  |  |
|  | 1. Dorothée Marie de Bavière                 |  |  |  |  |  |  |  |  |  |  |  |  |
|  |                                              |  |  |  |  |  |  |  |  |  |  |  |  |
|  |                                              |  |  |  |  |  |  |  |  |  |  |  |  |
|  | 12. Rodolphe de Croÿ (de)                    |  |  |  |  |  |  |  |  |  |  |  |  |
|  |                                              |  |  |  |  |  |  |  |  |  |  |  |  |
|  |                                              |  |  |  |  |  |  |  |  |  |  |  |  |
|  | 6. Charles-Alfred de Croÿ (de)               |  |  |  |  |  |  |  |  |  |  |  |  |
|  |                                              |  |  |  |  |  |  |  |  |  |  |  |  |
|  |                                              |  |  |  |  |  |  |  |  |  |  |  |  |
|  | 13. Nathalie de Ligne (d)                    |  |  |  |  |  |  |  |  |  |  |  |  |
|  |                                              |  |  |  |  |  |  |  |  |  |  |  |  |
|  |                                              |  |  |  |  |  |  |  |  |  |  |  |  |
|  | 3. Isabelle-Antoinette de Croÿ               |  |  |  |  |  |  |  |  |  |  |  |  |
|  |                                              |  |  |  |  |  |  |  |  |  |  |  |  |
|  |                                              |  |  |  |  |  |  |  |  |  |  |  |  |
|  | 14. Engelbert-Auguste d'Arenberg             |  |  |  |  |  |  |  |  |  |  |  |  |
|  |                                              |  |  |  |  |  |  |  |  |  |  |  |  |
|  |                                              |  |  |  |  |  |  |  |  |  |  |  |  |
|  | 7. Marie Ludmilla d'Arenberg (d)             |  |  |  |  |  |  |  |  |  |  |  |  |
|  |                                              |  |  |  |  |  |  |  |  |  |  |  |  |
|  |                                              |  |  |  |  |  |  |  |  |  |  |  |  |
|  | 15. Éléonore d'Arenberg (d)                  |  |  |  |  |  |  |  |  |  |  |  |  |
|  |                                              |  |  |  |  |  |  |  |  |  |  |  |  |
|  |                                              |  |  |  |  |  |  |  |  |  |  |  |  |